# Поток Мохини
Поток Мохини (лат. Mohini Fluctus) — область, покрытая застывшими потоками на поверхности самого большого спутника Сатурна — Титана.

## География и геология
Координаты — 11°47′ ю. ш. 38°32′ з. д. / 11,78° ю. ш. 38,53° з. д.. Максимальный размер — 347 км. Поток Мохини находится внутри тёмной местности Ацтлан. К северу от него находятся холмы Бильбо и гора Эребор. Восточнее — факула Котс, а южнее гора Дум и патера Сотра. Поток Мохини был обнаружен на снимках с космического аппарата «Кассини».

## Эпоним
Назван в честь Мохини, индийской богини красоты и магии Название было утверждено Международным астрономическим союзом в 2012 году